# In Praise of Dreams
In Praise of Dreams från 2004 är ett musikalbum av den norske saxofonisten Jan Garbarek.

## Låtlista
Alla låtar är skrivna av Jan Garbarek.
1. As Seen from Above – 4:45
2. In Praise of Dreams – 5:25
3. One Goes There Alone – 5:10
4. Knot of Place and Time – 6:28
5. If You Go Far Enough – 0:44
6. Scene from Afar – 5:19
7. Cloud of Unknowing – 5:26
8. Without a Visible Sign – 5:04
9. Iceburn – 5:04
10. Conversation with a Stone – 4:26
11. A Tale Begun – 4:40

## Medverkande
- Jan Garbarek – sopran- och tenorsax, synthesizer, slagverk
- Kim Kashkashian – viola (spår 2–4, 6–10)
- Manu Katché – trummor (spår 1, 3, 4, 6, 9, 10)